# Nogent-sur-Marne
Nogent-sur-Marne is een gemeente in het Franse departement Val-de-Marne (regio Île-de-France). De gemeente telde 32.998 inwoners op 1 januari 2022. De plaats is de onderprefectuur van het arrondissement Nogent-sur-Marne.

## Geschiedenis
Tijdens de Middeleeuwen stonden hier enkele grote kastelen en een buitenhuis van Filips de Stoute, hertog van Bourgondië. Bekend is dat Karel V in 1375 te gast was op Le Château de Plaisance samen met zijn echtgenote Johanna van Bourbon. Van dit kasteel is alleen nog een tuinmuur over en een gebouw waarin een privékliniek is gevestigd. In de 14de eeuw was Le Château de Beauté een koninklijk verblijf. Kardinaal de Richelieu liet dat in 1626 vernietigen.
In de 17de eeuw groeide de bevolking. Wijnbouwers trokken naar deze streek en de schilder Antoine Watteau woonde er de laatste periode van zijn leven. Nogent was een dorp langsheen de grote weg, la Grande Rue.
Nogent kreeg rond 1850 een station toen er twee spoorlijnen werden aangelegd. Dat maakte het nog aantrekkelijker om daar te wonen. De gemeente werd echter door de spoorlijn in twee delen gesplitst, waardoor in 1887 de gemeente Le Perreux-sur-Marne ontstond. Bij de oprichting van het departement Val-de-Marne in de tweede helft van de 20e eeuw werd Nogent-sur-Marne een onderprefectuur, de hoofdplaats van een arrondissement.

### Verenfabriek
Eind 19e- en begin 20e eeuw kwamen Italiaanse immigranten, vooral vrouwen, naar Nogent om daar in de verenfabriek te werken. In 2012 stelde de burgemeester voor een monument voor deze vrouwen op te richten. Carla Bruni zou model staan, omdat zij een Italiaanse achtergrond heeft. Het plan leidde tot ophef binnen de gemeente maar ging wel door; in september van dat jaar werd het beeld onthuld.

## Geografie
De oppervlakte van Nogent-sur-Marne bedroeg op 1 januari 2022 2,8 vierkante kilometer; de bevolkingsdichtheid was toen 11.785 inwoners per km². De gemeente ligt op het zuidelijk uiteinde van het Plateau de Romainville, aan de oever van de Marne.
De onderstaande kaart toont de ligging van Nogent-sur-Marne met de belangrijkste infrastructuur en aangrenzende gemeenten.

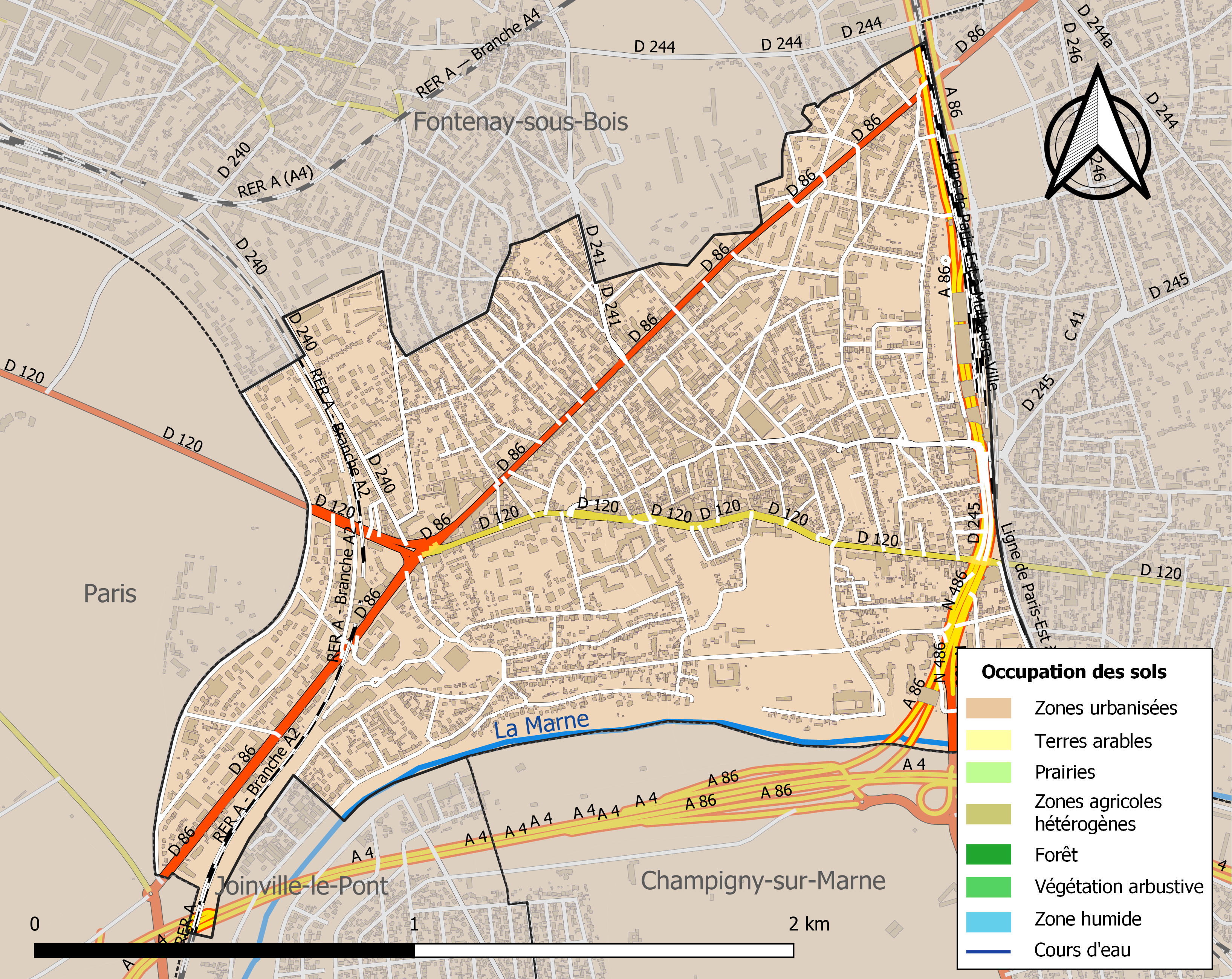

## Demografie
Onderstaande figuur toont het verloop van het inwonertal (bron: INSEE-tellingen).

## Personen

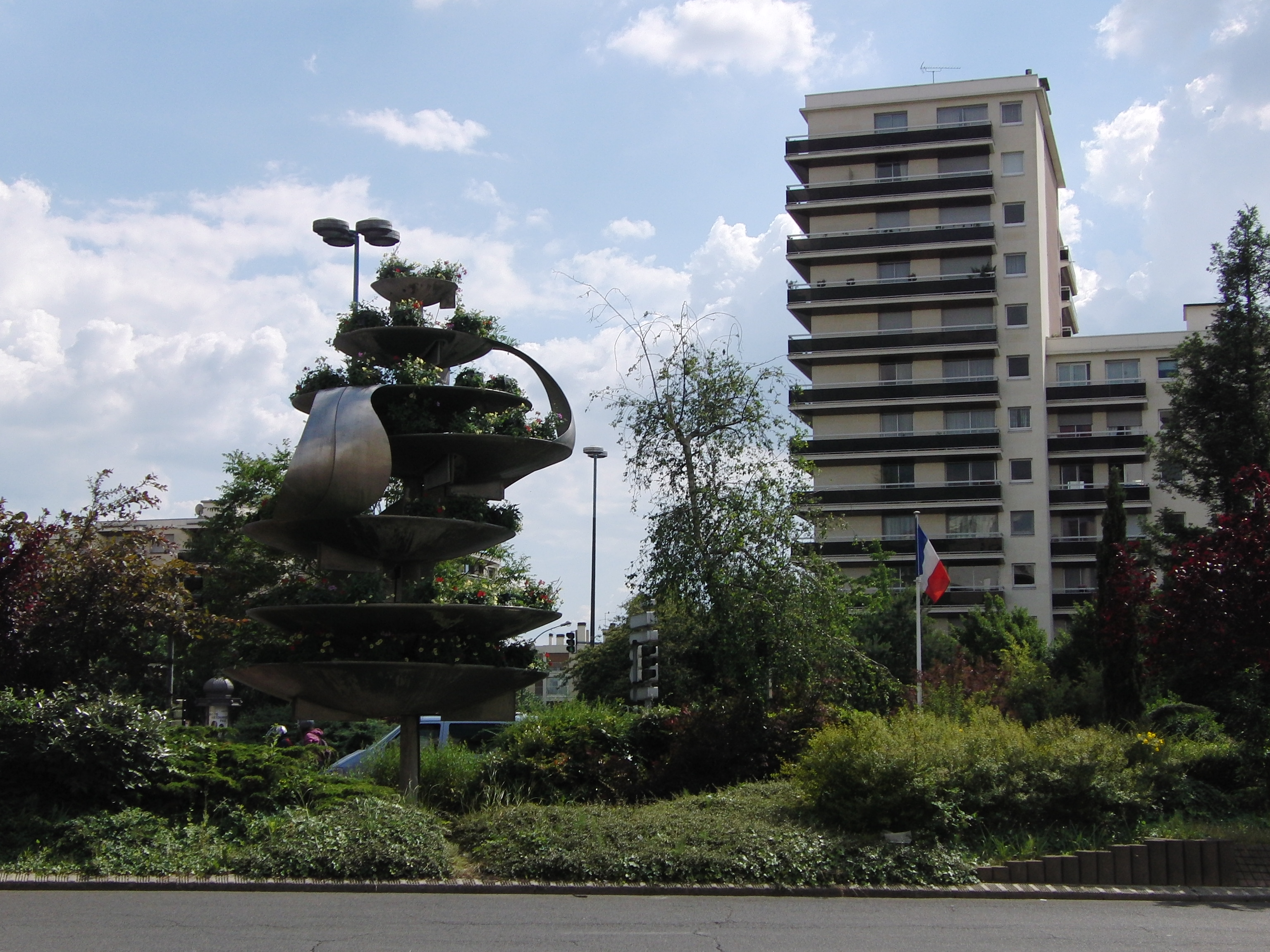
De moderne stad

### Burgemeesters
- Antoine Louis René Prosper Bauyn de Perreuse (1834–68)
- Émile Brisson (1907–1919)
- Pierre Champion (1919–1942)
- Roland Nungesser (1959–1995)
- Estelle Debæker (1995–2001)

### Geboren in Nogent-sur-Marne
- Jean Sablon (1906-1994), zanger
- Roland Nungesser(1925-2011), politicus
- Jean Giraud (1938-2012), stripauteur
- Christian Vander (1948), drummer en zanger
- Philippe Louviot (1964), wielrenner
- Cécile Rigaux (1969), beachvolleyballer
- Magaye Gueye (1990), Frans-Senegalees voetballer
- Romain Le Gac (1995), kunstschaatser
- Jade Le Guilly (2002), voetbalster
- Eden Le Guilly (2005), voetbalster